# کلاتووتس
کلاتووتس (به چکی: Klatovec) یک منطقهٔ مسکونی در جمهوری چک است که در ناحیه ییهلاوا واقع شده‌است. کلاتووتس ۶٫۵۸ کیلومتر مربع مساحت و ۷۴ نفر جمعیت دارد و ۷۰۴ متر بالاتر از سطح دریا واقع شده‌است.